# Régis Boissié
Pour les articles homonymes, voir Boissié.
Régis Boissié, né le 19 décembre 1978 à Agen, en France, est un ancien joueur français de basket-ball. Il évoluait au poste de meneur. Il est désormais entraîneur.

## Biographie
Régis Boissié est nommé entraîneur du Cholet Basket le 23 mai 2018, en remplacement de Philippe Hervé dont il était l'adjoint depuis deux saisons.
En novembre 2018, Cholet ne compte que 2 victoires en 9 rencontres en championnat et Boissié est démis de ses fonctions d'entraîneur. Il reste néanmoins dans l'encadrement du club. Erman Kunter est nommé entraîneur de Cholet peu après.

## Palmarès
- Championnat de France de Pro B (1) :
  - Vainqueur : 2003.

- Coupe de France (1) :
  - Vainqueur : 1998.

- Championnat de France Espoirs (1) :
  - Vainqueur : 1997.

- Championnat de France Cadets (1) :
  - Vainqueur : 1995.

- Championnat de France Minimes (1) :
  - Vainqueur : 1994.